# National War Finance Committee

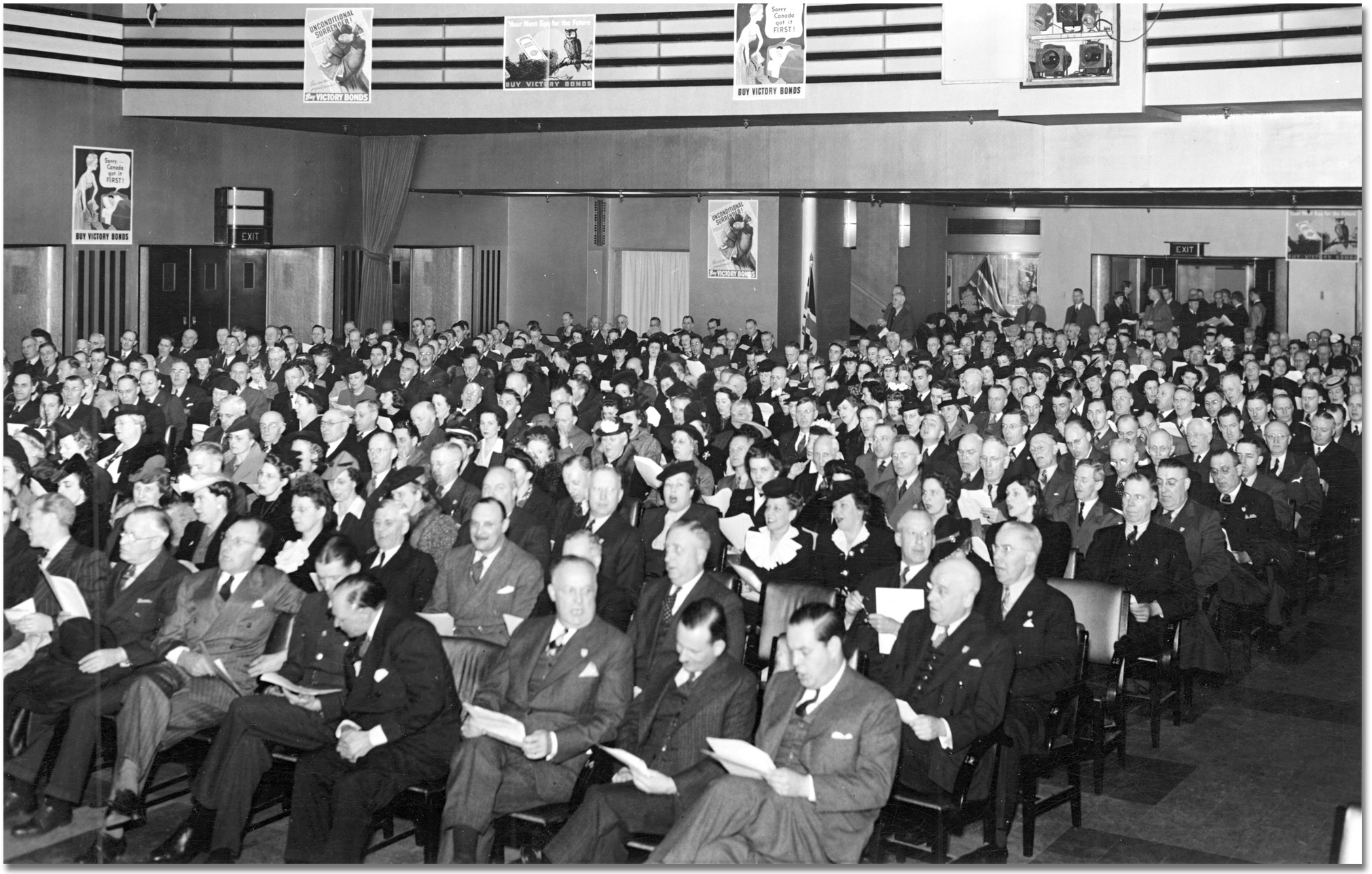

O National War Finance Committee foi criado no Canadá em dezembro de 1941 pelo Departamento de Finanças do país. Ele foi inicialmente presidido por George Wilbur Spinney, presidente do Bank of Montreal, e mais tarde por Graham Towers, o Governador do Banco do Canadá. O Comitê foi responsável por elevar o financiamento da guerra através da venda de títulos. Antes da criação do Comitê, o financiamento da guerra era de responsabilidade do Ministério das Finanças.